# Cars Quatre Roues Rallye
Cars Quatre Roue Rallye of Cars Race Rally is een Demolition Derby in het Walt Disney Studios Park in Parijs. De attractie werd geopend op 9 juni 2007 als deel van de uitbreiding van het themagedeelte Toon Studio. Sinds 2021 valt de attractie echter onder het themagebied Worlds of Pixar. Het thema van de attractie is gebaseerd op de Disneyfilm Cars en werd geopend nadat de film een jaar daarvoor in de bioscoop was verschenen. De attractie was een van de eerste om een grote renovatie te krijgen als onderdeel van de uitbreiding van het Walt Disney Studios Park.
De setting van de attractie bevindt zich in een klein dorpje, genaamd Radiator Springs. Het station van de attractie is gethematiseerd als een benzinepomp in de woestijn. De woestijn is aanwezig in de vorm van rotsformaties die op die van de Grand Canyon lijken.
Bezoekers betreden de attractie door in een van de karretjes te gaan zitten die zijn gethematiseerd naar figuren uit de film Cars. De karretjes bevinden zich elk op een plateau, waarvan er in totaal vier aanwezig zijn. Als de attractie wordt gestart, draaien de karretjes rond en verschuiven ze naar een van de andere plateaus.
In Disney California Adventure Park is een soortgelijke attractie gebouwd, namelijk Mater's Junkyard Jamboree in het themagebied Cars Land.